# Louis Laguerre

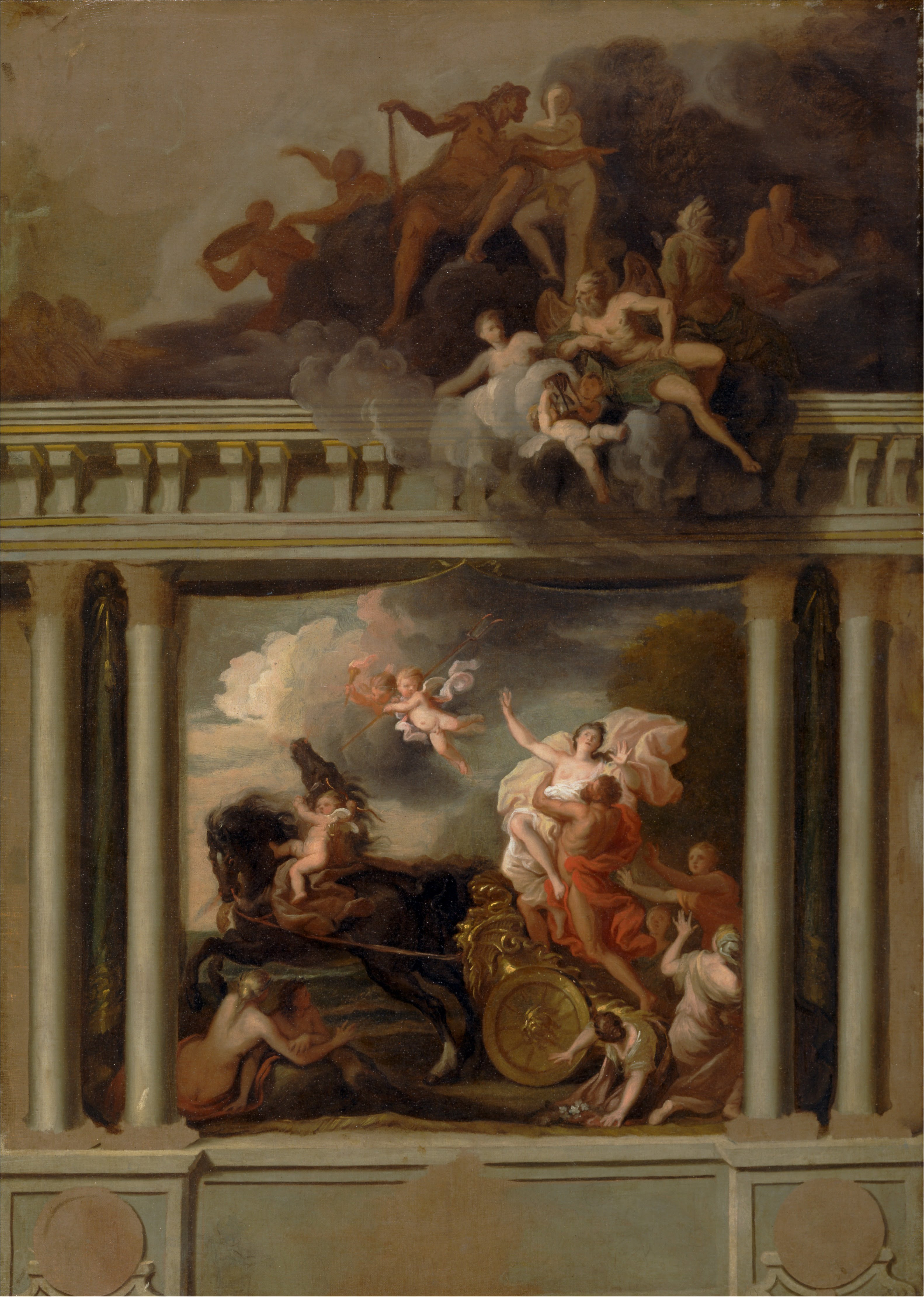
Der Raub der Persephone; Entwurf von Laguerre für eine Wandmalerei im Devonshire House in London

Louis Laguerre (* 1663 in Versailles; † 20. April 1721 in London) war ein Maler des Barock. Er stammte aus Frankreich, doch arbeitete er vor allem in England, wo er während der kurzen Phase, in der dort barocke Decken- und Wandmalerei modern war, einer der führenden Vertreter von monumentaler Dekorationsmalerei war.

## Leben
Laguerres Vater stammte aus Katalonien und war Aufseher der königlichen Menagerie in Versailles, wo er in hoher Gunst von König Ludwig XIV. stand. Sein Sohn wurde deshalb am Jesuitenkolleg in Paris ausgebildet. Laguerres zeichnerisches Talent wurde schon früh entdeckt, weshalb er an die Schule der Académie royale de peinture et de sculpture geschickt wurde und unter Charles le Brun arbeitete. Ende 1683 siedelte er jedoch nach England über, wo er als Schüler von Antonio Verrio an der Ausmalung von Burghley und Chatsworth House mitarbeitete. Er übertraf an künstlerischer Qualität jedoch bald Verrio, so dass er bald selbst zu einem führenden Vertreter der monumentalen Dekorationsmalerei in England wurde. Er schuf Wand- und Deckenmalereien in Marlborough House und anderen Londoner Stadthäusern sowie in zahlreichen Landsitzen wie Petworth House und Sudbury Hall. Als sein Meisterwerk gilt die Ausmalung des Salons von Blenheim Palace, den er von 1719 bis 1720 ausmalte. Im europäischen Vergleich gelten seine Arbeiten jedoch nur als mittelmäßig. Nach 1710 wurde er von James Thornhill übertroffen, so dass er sich der Porträt- und Historienmalerei zuwandte.  
In erster Ehe war er mit einer Tochter des Kunstschmieds Jean Tijou verheiratet, der ebenso wie er beim Ausbau von Hampton Court Palace beschäftigt war. Sein Sohn war der Sänger und Maler John Laguerre. Im Alter erkrankte er an der Wassersucht und starb 1721 an einem Schlaganfall. Er wurde in der Kirche St. Martin-in-the-Fields begraben.